# Heliconia donstonea
Heliconia donstonea är en enhjärtbladig växtart som beskrevs av Walter John Emil Kress och Julio Betancur. Heliconia donstonea ingår i släktet Heliconia och familjen Heliconiaceae. Inga underarter finns listade.